# Sofia Mastroianni
Sofia Mastroianni (Desio, 2 de agosto de 2001) es una deportista italiana que compite en natación sincronizada.
Ganó una medalla en el Campeonato Mundial de Natación de 2023 y dos medallas en el Campeonato Europeo de Natación Artística de 2025. En los Juegos Europeos de Cracovia 2023 consiguió tres medallas.

## Palmarés internacional
| Campeonato Mundial | Campeonato Mundial | Campeonato Mundial | Campeonato Mundial |
| Año                | Lugar              | Medalla            | Prueba             |
| ------------------ | ------------------ | ------------------ | ------------------ |
| 2023               | Fukuoka (Japón)    | Medalla de plata   | Equipo técnico     |
| Juegos Europeos    |                    |                    |                    |
| Año                | Lugar              | Medalla            | Prueba             |
| 2023               | Oświęcim (Polonia) | Medalla de plata   | Equipo técnico     |
| 2023               | Oświęcim (Polonia) | Medalla de plata   | Equipo libre       |
| 2023               | Oświęcim (Polonia) | Medalla de bronce  | Rutina acrobática  |
| Campeonato Europeo |                    |                    |                    |
| Año                | Lugar              | Medalla            | Prueba             |
| 2025               | Funchal (Portugal) | Medalla de oro     | Rutina acrobática  |
| 2025               | Funchal (Portugal) | Medalla de plata   | Equipo libre       |